# 上田知佳
上田 知佳（うえだ ちか、1980年6月18日 - ）は、日本の女性ローカルタレント、ラジオパーソナリティー。福岡県福岡市博多区出身。

## 人物
- 福岡女学院高等学校、西南学院大学法学部卒業[2]。
- 身長160cm。血液型はB型[2]。
- RKBラジオのスナッピーキャスタードライバー(29期生)を勤めていた[1]。
- 現在はフリーランスのローカルタレントとしてRKBラジオのリポーター、福岡県内でのイベントの司会[3]などを中心に活躍している。

## エピソード
- 趣味はスポーツ観戦、ドライブ、読書、銭湯、観劇、1人旅[2]。
- 日本酒好きとして知られ、日本酒の勉強に勤しむ。
- 実家は福岡市博多区で100年以上続く老舗の蒲鉾屋「西門蒲鉾」を経営している[4][5]。
- チューリップのドラマー上田雅利は彼女の叔父にあたる[6]。
- 2011年の東日本大震災以降、東北各地を訪れてRKBラジオの各番組でレポートを発信し続けている。

## 出演
すべてRKBラジオ
- エンタメバラエティ THE☆ヒット情報
- あべちゃんトシ坊!こりない二人
- コーポももちはま
- 安藤豊 どんどこサタデーなど